# Gilbert Étienne Defforges
Gilbert Étienne Defforges, né le 15 mars 1852 à Roanne et mort le 28 mars 1915 à Orléans, est un militaire et astronome français.

## Biographie
Gilbert Étienne Defforges naît le 15 mars 1852 à Roanne,. Il est le fils d'un horloger. Il entre à l'École polytechnique en 1870,. Il s'élève rapidement dans la hiérarchie militaire : il est nommé sous-lieutenant en 1872, ; lieutenant en 1874, ; capitaine en 1877,, ;  chef de bataillon en 1888, lieutenant-colonel en 1895, colonel en 1899, général de brigade en 1905 et général de division en 1900. En 1913, il est au quartier général du 10e corps d'armée à Rennes.
Il est lié à la construction, de 1869 à 1874, du premier observatoire à Tachkent. En 1882, il participe, sous la direction de François Perrier, à la mission envoyée en Floride pour observer le transit de Vénus,. En 1888, il participe, avec Léon Bassot, Herbert Hall Turner et Lewis, à la détermination de la différence de longitude entre Paris et Greenwich. En 1889, il participe, avec Turner, à celle entre Dunkerque et Greenwich. En 1891, il en mission en Russie et Asie pour des études sur les lois de la pesanteur.
Il meurt le 28 mars 1915 à Orléans,, des suites d'une hernie inguinale étranglée survenue lors d'une tournée d'inspection le 18 du mois. Sa mort est attribuée aux « fatigues de la guerre » et il est déclaré mort pour la France, le 30 janvier 1916.

### Honneurs et distinctions
Le 31 juillet 1889, Defforges est nommé correspondant du Bureau des longitudes,,,.
Le 9 décembre 1898, il est élu associate de la Royal Society.
Le 11 juillet 1914, il est élevé à la dignité de grand officier de la Légion d'honneur,.

### Vie privée
Defforges épouse le 9 août 1876 à Paris, Marie Constance Bourgeois. Le couple aura cinq enfants parmi lesquels un fils Eugène Robert Defforges (1896-1945), officier de marine, résistant mort en déportation.